# Sojuz 9
Sojuz 9 je poletio s ciljem obaranja 5 godina starog rekorda boravka u Svemiru. Kozmonauti Andrijan Nikolajev i Vitalij Sevastianov proveli su u orbiti skoro 18 dana. Cilj misije je bilo testiranje dugotrajnih efeketa bestežinskog stanja na zdravlje posade i njihove radne sposobnosti. Misijom se želio ispitati teren prije lansiranja prve svemirske postaje, Saljut 1.

### Tijek misije
Kozmonauti Nikolajev i Sevastinov proveli su 18 dana izvodeći razne fiziološke, biomedicinske eksperimente na sebi te su proučavali psihološke posljedice dugotrajnog leta. Kozmonauti su bili u TV vezi sa svojim obiteljima, gledali su utakmice Svjetskog nogometnog prvenstva, igrali su šah i glasali na izborima. Letom je postavljen novi rekord u duljini boravka u Svemiru i po prvi puta fokusiralo na život u orbiti, a ne samo na preživljavanje tokom dugotrajnih misija.
Povratkom na Zemlju kozmonauti su otkrili da su im mišići jako oslabili i trebalo im je nekoliko dana da povrate snagu. U orbiti su vrijeme za vježbanje žrtvovali za provođenje pokusa i reakcija njihovih tijela na neaktivnost je samo pokazala koliko je važno redovito vježbanje.